# Ернест Нфор
Ернест Нфор е роден на 28 април 1986 г. в Камерун. Той е футболист играещ в Зьолте Варегем.